# Frida Salzberg-Heins
Frida (auch genannt: Frieda) Elisa Margareta Salzberg-Heins (* 26. September 1893 in Hannover; † 28. September 1993 in Hamburg) war eine deutsche Oberstudienrätin.

## Leben und Wirken
Frida Salzberg-Heins stammte aus einer bürgerlichen Lehrerfamilie und beschloss selbst, Lehrerin zu werden. 1914 begann sie ein Studium an der Universität Freiburg und der Universität Magdeburg und belegte die Fächer Deutsch, Englisch sowie Philosophie. 1921 erhielt sie die Lehramtsbefähigung für höhere Mädchenschulen. 1922 konvertierte sie zum jüdischen Glauben, um heiraten zu können, trat jedoch nicht aus der lutherischen Kirche aus. Im selben Jahr heiratete sie Max Salzberg, der blind und ein ehemaliger Kommilitone war. Gemeinsam zog das Paar in eine Wohnung nach Wandsbek.

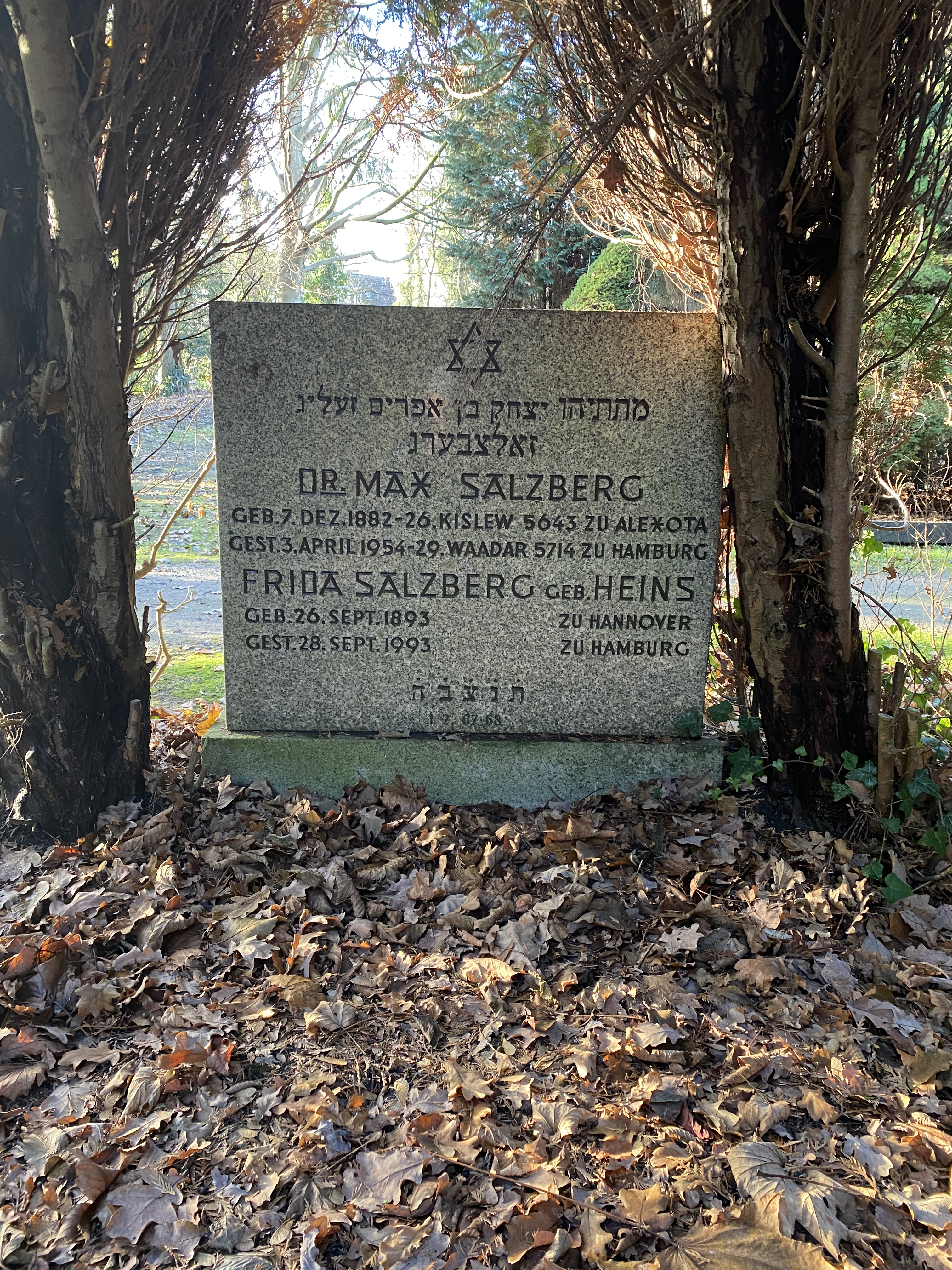
Grabstätte Grabstätte auf dem Jüdischen Friedhof Ohlsdorf

1926 bekam Salzberg-Heins eine Stelle als Oberlehrerin. Sie unterrichtete an einer privaten Mädchenschule an der Tesdorpfstraße 16/Heimhuderstraße 12 und war bei ihren Schülerinnen schnell außerordentlich beliebt. Ihr Mann, der ebenfalls jüdischen Glaubens war, gab als Privatlehrer bis 1938 hebräischen Sprachunterricht. Während der Zeit des Nationalsozialismus wurde die Lehrerin aufgrund ihres Ehemanns ausgegrenzt und entrechtet. 1939 erhielt sie die Kündigung und verlor Ansprüche auf Altersbezüge. Gemeinsam mit ihrem Mann versuchte Salzberg-Heins mehrfach auszuwandern, was jedoch nicht gelang. Beide verbrachten die Kriegsjahre in einem sogenannten „Judenhaus“ in Hamburg, wo Salzberg-Heins heimlich Privatunterricht gab.
Nach Ende des Zweiten Weltkriegs gelang es Salzberg-Heins 1945 ihre alte Stelle zurückzubekommen. 1946 wurde sie zur stellvertretenden Oberstudiendirektorin der Mädchenschule befördert und hatte die Stelle bis zur Pensionierung 1959 inne. Salzberg-Heins und ihr 1954 verstorbener Ehemann wohnten zeitlebens in der Wohnung im Grindelviertel. Im Winter 1961/62 reiste Frida Salzberg-Heins einmalig nach Israel, wo sie von vielen ehemaligen emigrierten Schülern ihres Mannes begrüßt wurde. Die Lehrerin starb zwei Tage nach ihrem 100. Geburtstag und wurde auf dem Jüdischen Friedhof Ohlsdorf an der Seite ihres Mannes beigesetzt.
Das Leben des Ehepaars Salzberg wurde in einer Ausstellung 1998 im Altonaer Museum dokumentiert.